# Escarificação

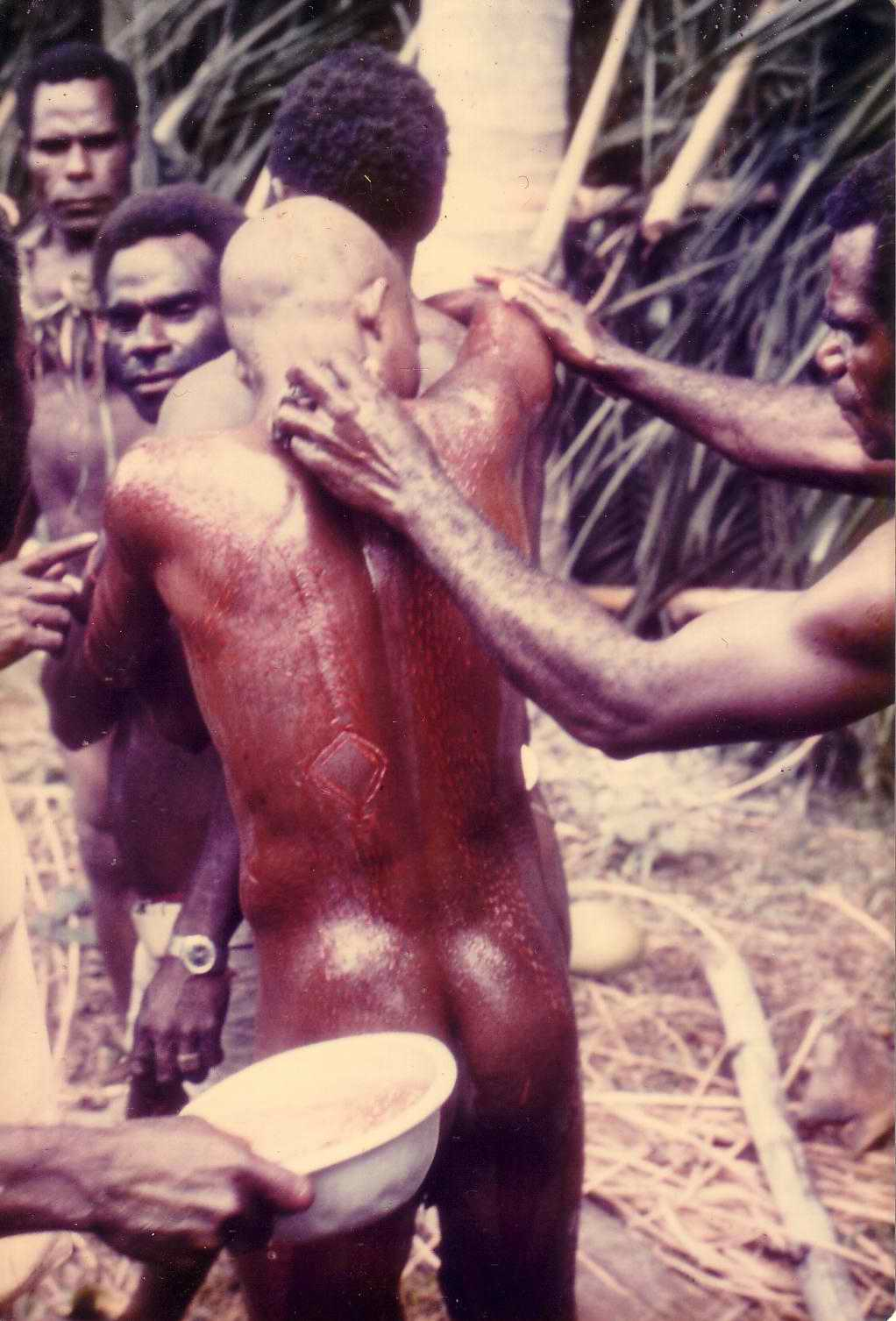
Ritual de iniciação africano

Escarificação é uma técnica de modificação do corpo que consiste em produzir cicatrizes no corpo através de instrumentos cortantes. Diversas culturas utilizam está técnica. Na África em algumas culturas as mulheres utilizam a escarificação como forma de beleza. A escarificação além de estar associado a beleza, ela também diferencia os indivíduos de grupos distintos, podendo também indicar uma classe social, uma característica pessoal ou uma determinada fase da vida da pessoa.